# Brázda nízkého tlaku vzduchu
Brázda nízkého tlaku vzduchu je oblast nižšího tlaku vzduchu obvykle mezi dvěma oblastmi vyššího tlaku vzduchu nebo může být součástí cyklóny.
Na meteorologických mapách bývá zakreslena neuzavřenými izobarami. V ose brázdy se vyskytuje horizontální konvergence proudění, které má za následek výstupné pohyby vzduchu, které vedou obvykle k tvorbě oblačnosti a srážek. V brázdě nízkého tlaku vzduchu leží obvykle atmosférická fronta.